# ثبت اختراع

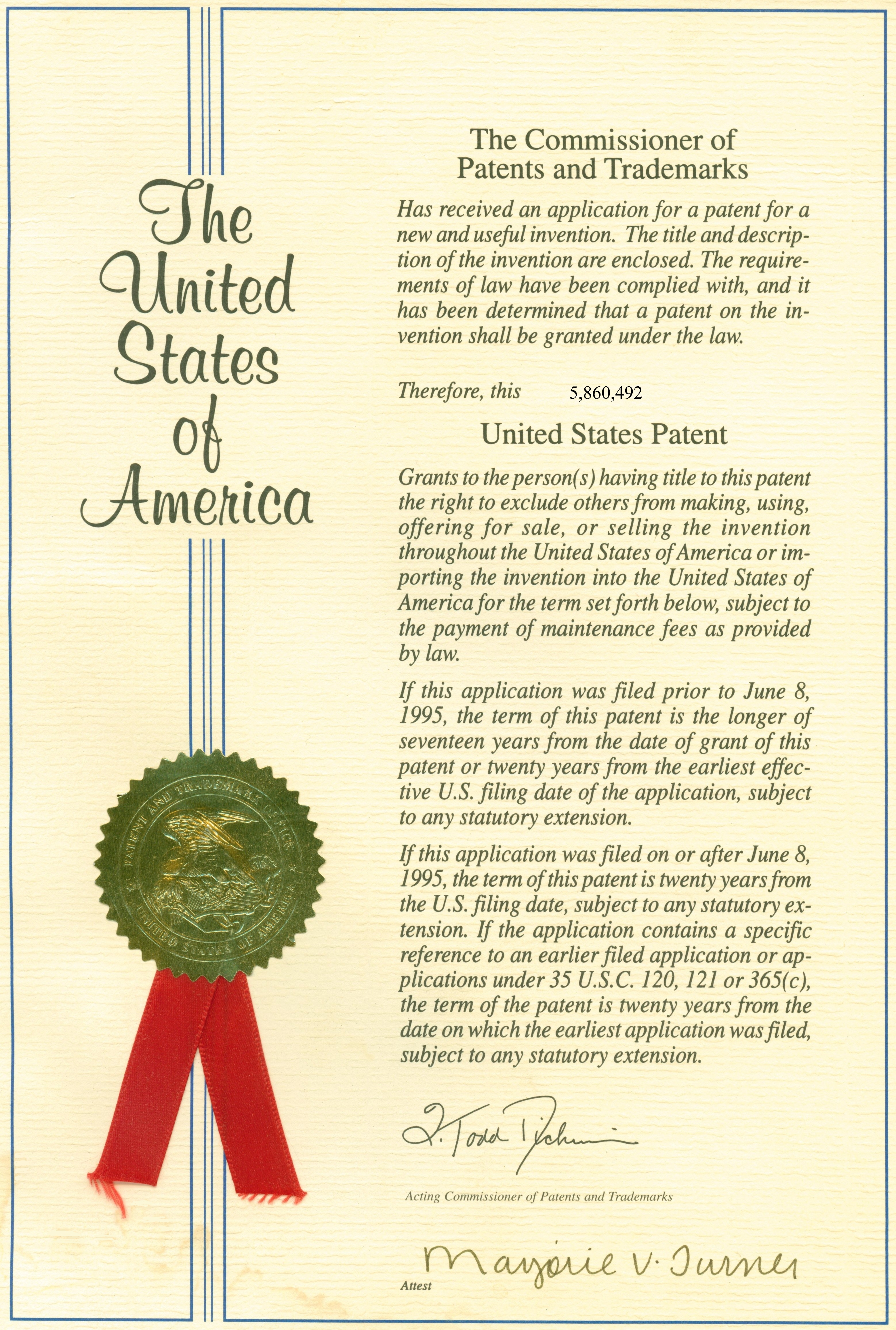
یک نمونه سند ثبت اختراع آمریکا

سند ثبت اختراع، حق امتیاز یا اندیشه‌گواه یا پَتِنت (به انگلیسی: Patent) حق انحصاری است که در قبال اختراع یا ایدهٔ ثبت شده به مخترع یا نماینده قانونی او اعطا می‌شود. انحصار مجموعه‌ای از حقوق منحصر به فردی است که از طرف دولت‌ها برای مدتی معین در عوض تنظیم و افشاء عمومی جزئیات معین از یک روش، جریان عمل یا ترکیب خاصی از ماهیت (مفهوم) (که به عنوان اختراع شناخته می‌شود) در اختیار شخص خاصی قرار می‌گیرد. به‌طوری‌که آن مفهوم، اختراعی جدید، مفید یا مورد استفاده صنعت شناخته شود.
به بیانی دیگر، پتنت یک حق اختصاصی است که به یک اختراع که عبارت‌ست از یک محصول یا فرایند که راه جدیدی را برای انجام کاری فراهم می‌کند یا یک راه حل فنی جدید را برای مشکلی ارائه می‌دهد، داده می‌شود. یک پتنت، محافظت برای اختراع مالک پتنت را فراهم می‌کند. حفاظت برای مدت زمان محدودی است که عموماً ۲۰ سال می‌باشد اما بر اساس قوانین کشورها متفاوت است.
محافظت پتنت بدین معناست که اختراع نمی‌تواند بدون رضایت مالک پتنت، به صورت تجارتی ساخته، مورد استفاده، توزیع یا فروخته شود. این حقوق پتنت معمولاً در دادگاهی اجرا می‌شوند که در بسیاری از دستگاه‌ها، قدرت متوقف کردن تجاوز به حقوق پتنت را دارا می‌باشند.
مطابق با یک اصل عام‌الشمول در حقوق ثبت اختراع، ابداعاتی که ممکن است به جهت حقوق انحصاری ناشی از ثبت آنها در فعالیت‌های پزشکی یا جراحی اختلال ایجاد کنند، از محدوده اختراعات قابل ثبت استثنا شده‌اند (موافقتنامه تریپس، ماده ۲۷).

## ثبت اختراع از نظر سازمان جهانی مالکیت فکری
طبق تعریف سازمان جهانی مالکیت معنوی، اختراع محصول یا فرایندی است که راه نوینی را جهت انجام کاری ارائه می‌دهد یا راه حل فنی جدیدی را برای حل مشکلی خاص پیشنهاد می‌کند.
به عبارت ساده‌تر اختراع راه حلی است فنی که برای اولین بار جهت حل مشکلی فنی ارائه می‌گردد. اندیشه‌گواه (گواهینامه حق امتیاز) یا حق ثبت اختراع از سوی دولت کشور مورد تقاضا به مخترع یا نماینده قانونی او اعطا می‌شود. دارنده گواهینامه حق امتیاز دارای حقی انحصاری برای بهره‌برداری از اختراع ثبت شده‌است. حق امتیاز یا پتنت باید سه معیار نوآوری، تازگی و سودمندی را دارا بوده تا بتوان به آن حق امتیاز گفت:
- نوآوری (inventiveness): اختراع مورد نظر نباید برای یک شخص با سطح دانش یا مهارت میانگین در زمینه آن اختراع در همان کشور به ثبت رسیده، مشهود باشد.
- تازگی (novelty): درخواست‌کننده حق امتیاز باید تازگی ادعا خود را نیز ثابت کند. اختراع مورد نظر باید به‌طور واضح ابتکاری باشد و تا زمان درخواست به صورت بیانی یا نوشته شده (یا در حال استفاده) نباشد.
- سودمندی (utility): این نیز باید توسط درخواست‌کننده ثابت شده که این معنی را می‌دهد که اختراع مورد نظر باید قابلیت تبدیل به یک محصول یا یک فرایند صنعتی را دارا باشد.

حق امتیازها به دو نوع حق امتیاز «محصول» و «فرایند» تقسیم‌بندی می‌شوند:
- حق امتیاز محصول: یک راه حل تکنولوژیکی است که در یک محصول به کار می‌رود و به صاحبش حق امتیاز منحصربه‌فردی برای تهیه، استفاده، فروش و صادر کردن محصولاتی که از آن اختراع استفاده شده را می‌دهد.
- حق امتیاز فرایند: زمانی اعطا می‌شود که راه حل تکنولوژیکی در یک فرایند تولید استفاده شود و به صاحب آن امتیاز منحصربه‌فردی جهت استفاده از آن فرایند برای ساخت، استفاده و تجارت محصولات نتیجه شده از آن فرایند را می‌دهد.[۶]

اندیشه‌گواه حمایت قانونی از اختراع را برای دارنده آن تأمین می‌کند. این حمایت برای مدت محدودی (حداکثر بیست سال) در ازای افشای جزئیات اختراع برای عموم، اعطا می‌گردد. حمایت حق امتیاز به این معنا است که مورد اختراع را نمی‌توان بدون اجازه دارنده حق امتیاز به صورت تجاری تولید کرد، استفاده یا توزیع نمود و به فروش رساند. به این نکته مهم باید توجه داشت که حق امتیاز مجوز تولید محصول اختراعی نیست بلکه تنها دیگران را از تولید آن بازمی‌دارد.
حقوق حق امتیاز معمولاً پس از ارائه دادخواست از سوی دارنده آن به دادگاه، احقاق می‌شود. دادگاه در بیشتر نظام‌ها، شخص یا اشخاص نقض‌کننده حقوق حق امتیاز را از این کار بازداشته و وی را مکلف به جبران خسارتهای وارده به صاحب حق اختراع می‌نماید. همچنین چنانچه شخص ثالثی در دادگاه حق اعطا شده حق امتیاز را به چالش کشیده و در این امر موفق شود، حق امتیاز اعطا شده غیر معتبر شناخته خواهد شد. به عنوان مثال بتواند ثابت نماید که اختراع فاقد شرایط قانونی و لازم برای ثبت بوده‌است.
دارنده حق امتیاز حق دارد تصمیم بگیرد چه کسی می‌تواند در طول مدت حمایت، از اختراع وی بهره‌برداری نماید. وی می‌تواند با عقد قرارداد، اجازه یا لیسانس استفاده از اختراع را به افراد دیگر واگذار کند. دارنده حق امتیاز همچنین می‌تواند حق اختراع خود را به‌طور کامل به دیگری بفروشد که در این صورت خریدار، دارنده جدید آن اختراع شناخته خواهد شد. با انقضای دوره زمانی حق امتیاز حمایت از اختراع پایان گرفته و استفاده از آن در اختیار عموم خواهد بود؛ یعنی دارنده اندیشه‌گواه دیگر حقوق اختراع خود را دارا نبوده و هر شخصی می‌تواند از آن بهره‌برداری تجاری کند.

## مزایای ثبت اختراع
1. امکان فروش گواهی ثبت اختراع به عنوان حق امتیاز انحصاری تولید
2. امکان استفاده از تسهیلات اعطایی بنیاد ملی نخبگان (در صورت برگزیده شدن در جشنواره‌های مورد تأیید آن بنیاد مانند جشنواره رویش)
3. امکان استفاده از تسهیلات خدمت سربازی (کسری، گذراندن خدمت در مراکز تحقیقاتی یا نزدیک محل سکونت و …)
4. معادل امتیاز با مقاله ISI برای پذیرش، ترفیع و ارتقاء.
5. سریعتر بودن فرایند ثبت اختراع از چاپ مقاله.
6. قابلیت ترجمه برای ارائه به دانشگاه‌ها و سازمان‌های خارجی.
7. امکان تأسیس شرکت دانش بنیان دانشگاهی با موضوع اختراع. نکته: هر طرح پژوهشی یا کار فنی که در شرکت، مؤسسه یا دانشگاه انجام می‌شود شرعاً و قانوناً باید با مالکیت همان سازمان به ثبت برسد.
8. اقدام به تولید بدون دغدغه و نگرانی از اعتراض بقیه.
9. الزامی بودن در بسیاری از قراردادهای فروش دانش فنی یا حضور در فن بازارها.
10. تأثیر مثبت در دانش بنیان شدن شرکتها.
11. امکان شرکت در جشنواره‌ها و مسابقات ملی و بین‌المللی اختراعات و نوآوریها

از دیگر اقسام مالکیت معنوی حق ثبت طرح صنعتی، حق ثبت علامت تجاری و حق ثبت نشان جغرافیایی می‌باشند.

## مراحل و مدارک ثبت اختراع
- تهیه مدارک
- ثبت اظهارنامه اختراع در سایت اداره مالکیت صنعتی ایران
- بررسی توسط کارشناسان اداره مالکیت صنعتی ایران
- مراجعه به صورت حضوری به اداره کل مالکیت صنعتی ایران
- معرفی به روزنامه رسمی کشور
- اخذ گواهی نهایی ثبت اختراع
- مراجعه به بنیاد ملی نخبگان

## ارگان ها و سازمان های حامی مخترعان
- بنیاد ملی نخبگان
- پژوهشگاه ارتباطات و فناوری اطلاعات
- فدراسیون بین‌المللی انجمن‌های مخترعان
- سازمان پژوهش‌های علمی و صنعتی ایران
- معاونت علمی و فناوری ریاست جمهوری
- انجمن مخترعین کشور

## قوانین ثبت اختراع

### انواع پتنت
1. پتنت‌های سودمند یا پتنت‌های کاربردی(Utility Patents): امتیاز این نوع پتنت به کسی واگذار می‌شود که ابتکار یا اختراع انجام داده ویا وسیله‌ای ساخته‌است که از دیدگاه اقتصادی بسیار حائز اهمیت می‌باشد و سبب پیشرفت شاخه‌های مختلف علوم می‌گردد.
2. پتنت‌های طرحی(Design Patents) :امتیاز این نوع پتنت به کسی واگذار می‌شود که طرحی جدید یا اصولی را برای صنعت تولید پایه‌ریزی نماید.
3. پتنت‌های گیاهی (Plant Patents): امتیاز این نوع پتنت به فرد یا افرادی واگذار می‌شود که نوع جدیدی از گیاه را کشت داده ویا ایجاد نماید که در باروری اقتصادی بسیار سودمند باشد. شکل دیگری هم می‌توان ثبت اختراع را دسته‌بندی نمود. بعد از بررسی داده‌ها اگر ترکیب یا موارد ساخته شده نوظهور باشد می‌توان پتنت ترکیب یا فرمول آن را دریافت نمود، در صورتی که ترکیب یا مواد جدید نباشد و خواص ویا طرز استفاده جدید باشد می‌توان پتنت طرز استفاده جدید دریافت نمود.

## شکاف جنسیتی در ثبت اختراعات

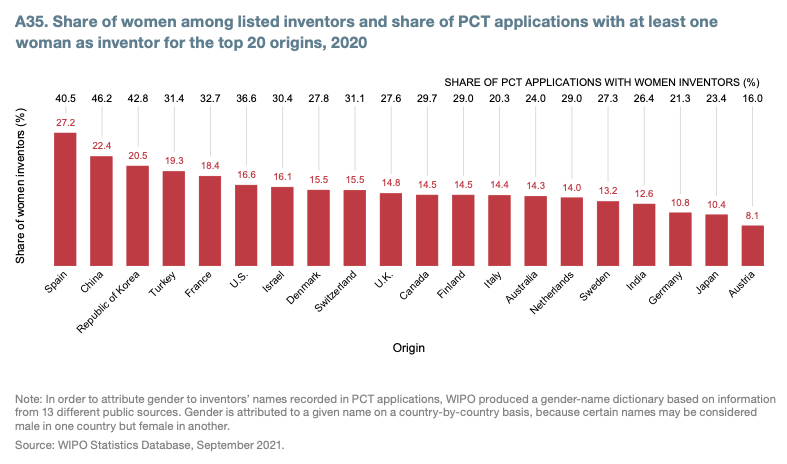
سهمِ زنان در اختراعات ثبت‌شده و اختراعات PCT (معاهده همکاری ثبت اختراع) که دست‌کم یک زن جزو مخترعان بوده‌است در ۲۰ کشورِ پیشرو در این زمینه، سال ۲۰۲۰

در ایالات متحده، زنان از لحاظ تاریخی از گرفتن حق ثبت اختراع محروم بودند و اختراع خود را با اسم شوهرانشان ثبت می‌کردند در حالی که بخش ۱ قانون ثبت اختراع ۱۷۹۰ به زنان متأهل «او» (منظور ضمیر she است) اشاره می‌کند که نمی‌توانند دارایی به نام خود داشته باشند و همچنین از حقوق مربوط به درآمد خود منع می‌شوند، از جمله درآمد حاصل از هر چیزی که اختراع می‌کنند. این شکاف جنسیتی در طول قرن ۲۰ و ۲۱ کمتر شده، با این حال، نابرابری هنوز هم رایج است. به عنوان مثال در بریتانیا تا سال ۲۰۱۵ تنها ۸ درصد از مخترعان زن بودند. این تا حدودی می‌تواند به موانع تاریخی زنان برای به دست آوردن حق ثبت اختراع، و همچنین به این واقعیت نسبت داده شود که زنان در بخش‌های سنتی «مربوط به ثبت اختراع» به ویژه در علم، فناوری، مهندسی، و ریاضیات کمتر حضور دارند. مارکوویتز-بیتون و همکاران معتقدند که شکاف جنسیتی در ثبت اختراع نیز نتیجه سوگیری داخلی در سیستم ثبت اختراع است.